# Where Shadows Forever Reign
Where Shadows Forever Reign è il sesto album della band black metal svedese Dark Funeral, pubblicato nel 2016.

## Tracce
1. Unchain My Soul – 5:20
2. As One We Shall Conquer – 4:43
3. Beast Above Man – 4:44
4. As I Ascend – 6:18
5. Temple of Ahriman – 5:21
6. The Eternal Eclipse – 4:14
7. To Carve Another Wound – 4:44
8. Nail Them to the Cross – 4:42
9. Where Shadows Forever Reign – 5:32